# Nightrunner
Nightrunner est un personnage de fiction, un super-héros français d’origine algérienne, appartenant à l'univers de DC Comics. Créé par le scénariste britannique David Hine et le dessinateur Tom Lyle, il apparaît pour la première fois dans le comic book Detective Comics Annual #12 publié le 8 décembre 2010. Le nom de code Nightrunner est composé des mots anglais night, nuit, et runner, coureur, ce qui se traduit par coureur de la nuit en français. Dans les traductions françaises, son nom a été adapté en Parkoureur.
Bilal Asselah (بلال الصلاح) est l'identité secrète du super-héros Nightrunner. Ce jeune homme, d'origine algérienne et de confession musulmane sunnite, habite Clichy-sous-Bois et est un adepte du parkour. Le justicier Batman le recrute pour représenter Batman, Inc. en France. Ses premières apparitions dans les comics déclenchent de vives réactions de la part de conservateurs américains qui n'apprécient pas que ce Batman français soit de confession musulmane. Débutant sur des blogs conservateurs, la polémique a engendré une forte médiatisation du personnage avec des articles de presse des deux côtés de l'Atlantique.

## Historique de publication

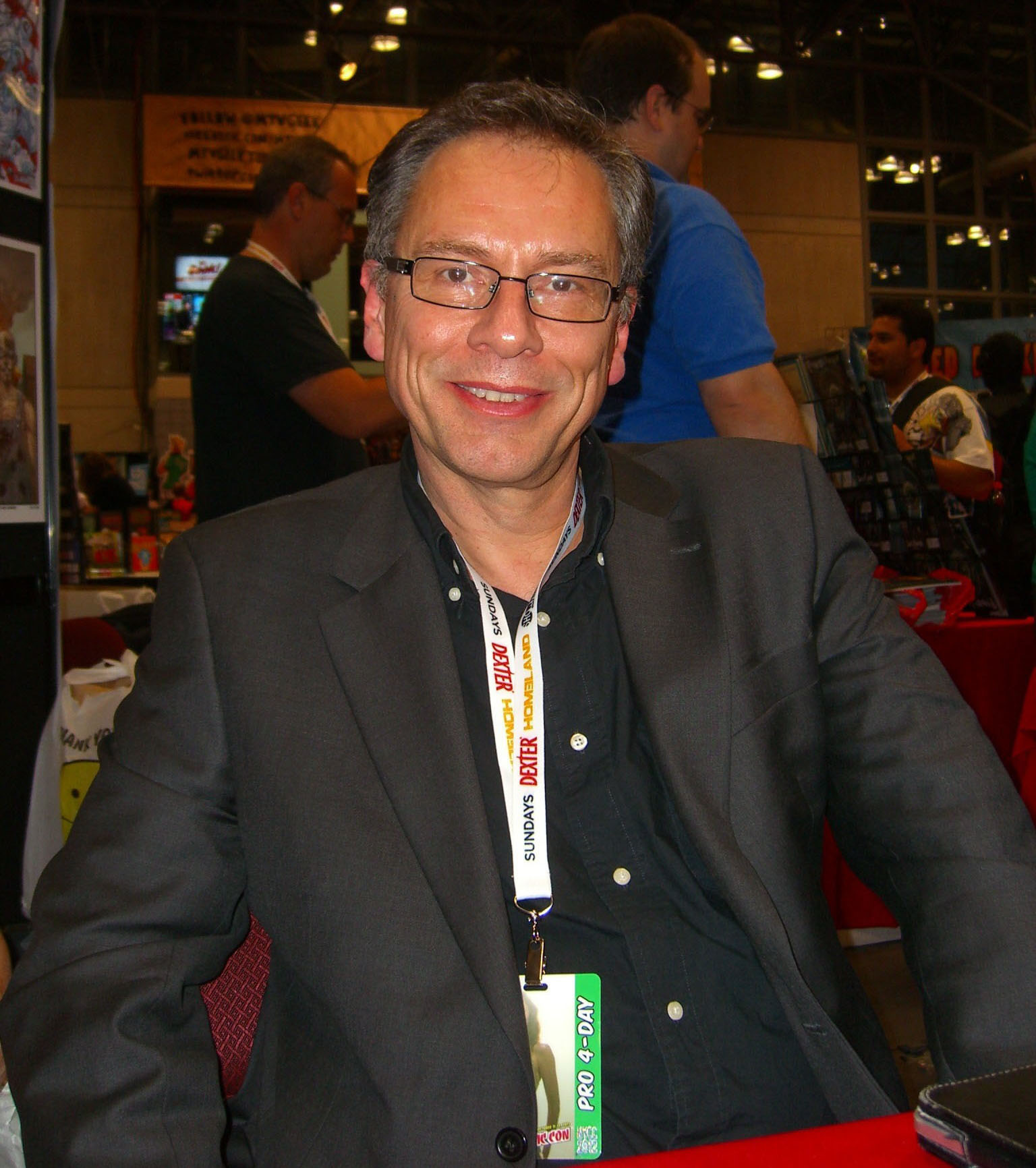
David Hine est le scénariste créateur du personnage de fiction Nightrunner.

### Création du personnage
En 2010, les Batmen internationaux étant d'actualité, DC Comics a demandé au scénariste anglais David Hine de réaliser un récit hors des États-Unis. L'auteur choisit de dérouler son récit en France, pays qu'il connaît bien, et crée un héros qui est à la fois le reflet de la diversité ethnique et culturelle de la France du XXIe siècle. Dans une interview pour le journal Comic Box, David Hine s'explique sur son choix de pays : « Le cadre était assez ouvert. J'aurais pu choisir n'importe quel pays en dehors de ceux pour lesquels Grant avait déjà quelque chose de prévu. La France était un choix évident pour moi car j'y ai passé beaucoup de temps et j'ai même vécu à Paris ». Le personnage de Nightrunner a été créé par David Hine mais également par le dessinateur Agustin Padilla qui l'a illustré. Kyle Higgins, un auteur américain de comics spécialisé dans la franchise Batman, et le dessinateur Trevor McCarthy ont rapidement étendu les origines de ce nouveau super-héros.

« On m'a laissé décider si j'allais utiliser un personnage français existant mais autant que possible je préfère créer de nouveaux héros. C'est moins de recherche ! Bon sérieusement, c'est incroyablement restrictif de travailler sur des personnages existants et comme de toute manière nous ne croulons pas sous les super-héros français ... »

— David Hine

### Publications
Le 8 décembre 2010, le super-héros français Nightrunner apparaît pour la première fois dans le numéro 12 de la série de comic books Detective Comics Annual,. Comme il est coutume, le comic book est publié trois mois avant la date qui figure sur sa couverture février 2011. En décembre 2010, le personnage est présent également dans Batman Annual #28. L'année suivante, il apparaît dans les histoires "Nyktomorph" du numéro 6 de la série Batman Incorporated et dans "Earthly Delights Scenes From a Work in Progress" du numéro 26 de Batman and Robin,,. Nighrunner est également présent dans Batman Incorporated: The Deluxe Edition', Batman Incorporated: Leviathan Strikes! #1 et Batman: Gates of Gotham. Il faut ensuite attendre 2013 pour que DC Comics réutilise le personnage dans l'histoire "The Dark Knight and the Devil's Daughter" du numéro 13 de Batman Incorporated. La même année, dans le premier numéro spécial de Batman Incorporated, le personnage et ses compagnons Dark Ranger et El Gaucho de Batman Incorporated apparaissent dans l'histoire "The Danger of La Muerte en Vida!" écrite par Mike Raicht et dessinée par John Stanisci,.

## Biographie du personnage
Bilal Asselah, alias Nightrunner, est né et vit à Stains dans le 93 en Seine saint Denis. D'origine algérienne et de confession musulmane sunnite, il vit seul avec sa mère. À l'âge de ses seize ans, son meilleur ami Aarif et lui se retrouvent pris au milieu d'une émeute. Ils sont passés à tabac par les forces de l'ordre et passent quelques jours à l'hôpital. Les adolescents décident de se venger des forces de l'ordre. La mère de Bilal lui fait promettre de ne rien faire. Aarif décide de passer à l'action sans son ami. Avec des émeutiers, ils attaquent un commissariat de police. Aarif trouve la mort lors de la répression policière.
Les violences augmentent dans les banlieues. Bilal Asselah, qui est un spécialiste du parkour, décide d'intervenir et devient le super-héros Nightrunner. Recruté par Bruce Wayne et Dick Grayson, il affronte le crime en France et notamment celui commis par les patients de l'hôpital psychiatrique du Jardin Noir, l'équivalent français de l'Asile d'Arkham.
Lorsque Nighrunner arrête une émeute avant l'arrivée des forces de l'ordre pour éviter l'altercation entre les deux partis, les émeutiers pensent qu'il travaille pour la police. Des graffitis avec une chauve-souris barrée apparaissent alors dans le quartier montrant le sentiment que sa population éprouve pour lui. Le moral de Bilal Asselah en prend un coup. Bruce Wayne le réconforte et son état d'esprit s'améliore lorsqu'il surprend des jeunes de Clichy qui se chamaillent amicalement le port d'un faux masque semblable à celui de Nightrunner.

## Capacités et équipement
Bilal Asselah pratique le parkour, aussi nommé art du déplacement. Créé par David Belle et les Yamakasi, ce sport consiste en un déplacement libre dans tous types d’environnements, en particulier hors des voies de passage préétablies. Nightrunner considère l'environnement urbain comme une aire de jeu et peut se déplacer rapidement de bâtiment en bâtiment. D'ailleurs dans les publications françaises, son nom de code est adapté en Parkoureur. Cette pratique lui confère agilité, souplesse, précision et rapidité. Dick Grayson l'a formé aux arts martiaux, au maniement d'armes et autres gadgets. Comme les autres membres de Batman, Inc., il utilise de l'équipement de Batman notamment la ceinture utilitaire, le grappin et les batarangs. Son costume est composé d'un pantalon noir, d'un masque et d'un haut tous les deux gris avec une chauve-souris noire sur le torse.

### Ennemis
Les patients du jardin noir sont 4 dangereux criminels :  
- Sœur Cristal (tout ce qu'elle touche de la main gauche devient du cristal)
- Le ça (libère les pulsions animales des gens)
- Ray Man (manipule la lumière)
- Parle-à-ma-peau (atteint d'une maladie de peau nommée "dermatographie", hypnose avec des mots s'affichant sur son corps)

Ces 4 ennemis sont libérés par un personnage mystérieux se faisant appeler Le Fils de l'Homme ou L'Homme qui Rit. Il apparait déguisé comme dans le tableau de René Magritte Le Fils de l'homme. Il révèle par la suite son visage mutilé, semblable à celui du Joker. 
Nightrunner les affronte durant l'invasion du Louvre en compagnie de Batman et Robin. 

#### Belphégor
Un audacieux criminel défie les forces de police derrière son masque doré et sa cape noire avec mille malices. Son univers est complètement revu: il possède la boîte à musique mais aussi le signe de Tanit.

## Réactions, controverse et analyse

### Réactions et controverse
Après la révélation de l'homosexualité de Batwoman et l'apparition du couple mixte Jessica Jones et Luke Cage parmi les Nouveaux Vengeurs, la bande dessinée américaine a créé une nouvelle polémique dans la frange conservatrice nord-américaine. Cette dernière considère comme une provocation l'apparition d'un super-héros français musulman. La publication des premières aventures de Nightrunner a enflammé les blogs conservateurs outre-Atlantique. Cela a engendré une forte médiatisation du personnage. Cette mini-affaire a eu des articles dans des dépêches de presse d'agences généralistes des deux côtés de l'Atlantique. Tout est parti de Warner Todd Huston, blogueur proche de l'extrême droite américaine, qui a publié sur son site Publius Forum : « Apparemment Batman n'a pas pu trouver un vrai Français pour être le "sauveur français" »,. Il dénonce : « Au moment où de jeunes musulmans terrorisent la France, alors que le terrorisme musulman agresse le monde entier, les lecteurs de Batman sont plongés dans la confusion ». Avi Green, un autre conservateur a ajouté : « Bruce Wayne va en France où il ne recrute pas un véritable garçon ou fille française avec un vrai sens de la justice, mais plutôt un représentant d'une minorité "oppressée" »,.
Avant Nighrunner, aucun super-héros français provenant de DC ou Marvel n'avait fait l'objet d'une telle médiatisation. Interrogé par Le Point, Jean-Paul Jennequin, auteur et traducteur de comics, explique que les quelques blogueurs ultra-conservateurs qui s'en sont pris à Nightrunner lui ont fait une publicité hors norme. Il assure que « Sans eux, le grand public n'en aurait probablement jamais entendu parler : chaque mois paraissent entre dix et quinze aventures de Batman qui mettent en scène de nouveaux personnages. ». En 2011, malgré les controverses, son créateur David Hine pense que l'éditeur ne va pas limiter l'utilisation du personnage et il déclare : « Je suis d'ailleurs en train de proposer une autre série qui se déroule en France et Nightrunner en fera partie, si le projet se concrétise ... ».
Les propos virulents, voire carrément racistes, lancés sur la toile sont surprenants si l'on considère que les éditeurs de comics ont déjà publié des super-héros américains non caucasiens. Sans rencontrer de polémique, en 2002, le scénariste américain Jeph Loeb a même conçu Muhammad X, une version alternative musulmane de Superman, dans Superman #179. La tempête qui a agité les blogs américains, avec l'hostilité des conservateurs à l'idée d'un super-héros musulman et les sites de gauche ou musulmans qui attaquent les conservateurs pour leur vision négative, n'a guère suscité d'écho dans l'internet francophone. Les deux premiers albums concernés en anglais ont été mis en vente en France. Selon des libraires, les exemplaires disponibles ont été vite écoulés. Interviewé par Le Point, un employé de la librairie spécialisée Arkham constate que « Ici, le numéro a été très bien accueilli ; je n'ai pas entendu une voix discordante. Et aux États-Unis, ça se confine à une demi-douzaine de blogueurs qui reprennent des poncifs racistes. Ce qui est notable, c'est l'impact qu'a eu le comics chez nous : beaucoup de gens nous le demandent, qui ne sont absolument pas habitués à lire ce type de bande dessinée" ».

### Analyse
On remarque un fort parallèle entre les origines du personnage de Bilal Asselah et la réalité française. Les images des émeutes de 2005 dans les banlieues françaises ont marqué les esprits des téléspectateurs étrangers, particulièrement les anglo-saxons qui sont proches de la France. Lorsqu'il a créé son personnage, David Hine, scénariste britannique, l'a lié à ces événements marquants. Dans son analyse pour Comic Box, Xavier Fournier note que la scène de la mort de l'ami de Bilal Asselah rappelle également un fait réel : la mort de Malik Oussekine en décembre 1986. Le terme parallèle est d'importance, lorsque l'on a reproché à David Hine qu'aucune personne n'avait été tuée dans ces conditions durant les émeutes de 2005 et que la France ne souffrait pas quotidiennement depuis 20 ans de ce problème comme il l'avait écrit, le scénariste a expliqué que certaines scènes sont à considérer comme une sorte de « What If », une représentation alternative de la réalité. Dans Le Point, Jean-Paul Jennequin souligne que « Depuis longtemps, les comics ont vocation à s'inscrire dans des mondes parallèles à la vie réelle. Les drames ou les problèmes de cette dernière trouvent leur écho dans l'univers super-héroïque, comme ce virus inconnu, proche du sida, qui décime les X-Men ».
Bien que de nombreuses polémiques aient eu lieu dernièrement avec l'homosexualité ou les couples mixtes, ce n'est pas la première fois que les comic books subissent des critiques et engendrent des polémiques. Si l'on remonte aux années 1950, lorsque la bande dessinée américaine n'a plus été assujettie au carcan du Comics Code Authority, règles qui empêchaient les auteurs d'aborder les sujets dérangeants, les comics sont devenus petit à petit des représentations plus proches de la société. Par exemple, Stan Lee n'a pas hésité à introduire le problème de la drogue dans les comics de Spider-Man en 1971 et surtout à créer la Panthère noire, le premier super-héros noir, en 1966. À l'époque, ces innovations avaient également provoqué le mécontentement de la pensée conservatrice américaine. Jean-Paul Gabilliet, professeur de civilisation américaine à l'université Bordeaux III, explique que la faible représentation positive de l'islam dans les médias américains est due à la méfiance persistante des États-Unis vis-à-vis des musulmans depuis les attentats du 11 septembre 2001.
Depuis les années soixante-dix, la bande dessinée américaine évolue et commence à quitter le stéréotype des hommes blancs hétérosexuels ; la représentation d'un super-héros musulman français poursuit cette voie. Jean-Paul Gabilliet explique en partie ce phénomène d'évolution par le fait que « Le lectorat a changé. Il est à la fois plus âgé et plus féminin. De nombreuses femmes scénaristes sont par ailleurs apparues ces dernières années, qui ont également contribué à introduire une approche plus fine des relations entre les personnages. ». Le Point note que les minorités n'apparaissent que très peu dans la bande dessinée française. Jean-Paul Jennequin souligne que « À la différence des États-Unis, le monde de la bande dessinée n'est pas lié en France au cinéma et à la télévision, où la représentation des diversités sociales va de soi. ».